# Miguel Sarabia
Miguel Ángel Sarabia Delgado (* 23. März 1999 in Tijuana) ist ein mexikanischer Volleyball- und Beachvolleyballspieler.

## Karriere Hallenvolleyball
2017 gewann der Außenangreifer den U19 Pan American Cup mit der mexikanischen Jugendnationalmannschaft. Ein Jahr später erreichte mit seiner U23 Landesauswahl das Endspiel der Veranstaltung für Junioren. In der anschließenden Saison wurde er mit UANL Tigres Mexikanischer Meister und ein Jahr später Zweiter der Landesmeisterschaft. Zu dieser Zeit war er auch schon mit der A-Nationalmannschaft unterwegs, die 2019 den vierten Platz der NORCECA-Meisterschaft belegte. Kurz zuvor das nordamerikanische Team nur Gruppenletzter bei der internationalen Qualifikation für die Olympischen Spiele 2020 in Tokio geworden und scheiterte mit dem gleichen Resultat auch bei der zweiten und letzten Chance, an den Spielen teilzunehmen. In der mexikanischen ersten Spielklasse baggerte und schmetterte Sarabia noch 2024 für den Universitätssportclub aus San Nicolás de los Garza.

## Karriere Beachvolleyball
Mit Miguel Verduzco erreichte der im Bundesstaat Baja California geborene Sportler bei der Weltmeisterschaft der unter Neunzehnjährigen 2014 das Achtelfinale. Zwei Jahre später wurde er mit Raymond Stephens beim gleichen Wettbewerb Erster der Gruppe B vor zwei Duos mit der gleichen Anzahl an Siegen. Die an Position fünfzehn gesetzten Mexikaner siegten auch in der Runde der besten sechzehn Teams, verloren jedoch danach gegen die Jugendweltmeister Renato Lima und Rafael Mendonca, gegen die sie auch schon im Pool den Kürzeren gezogen hatten. 2019 gewannen Stephens und Sarabia ein Turnier der NORCECA Continental Tour in La Paz und wurden bei der U21-WM Dritte, nachdem sie im Viertelfinale Lukas Pfretzschner und Robin Sowa bezwungen hatten. 2021 belegte das Beachpaar aus Nordamerika beim Vier-Sterne-Event der FIVB in Cancún den dritten Platz im Pool, verlor jedoch in der ersten Hauptrunde gegen die Katarer Cherif / Ahmed, die anschließend den Wettbewerb gewannen. Da die Sportler aus dem einwohnerreichsten spanischsprachigen Staat der Erde noch zu den Junioren gehörten, nahmen sie an der Qualifikation der Panamerican Games dieser Altersklasse teil und erreichten nach dem zweiten Platz das Semifinale im Hauptwettbewerb im November.
Während Stevens nur noch ein Turnier mit Jon Mesko bei der AVP Tour bestritt, setzte Sarabia mit Juan Virgen seine Karriere bei der FIVB und der North, Central America and Caribbean Volleyball Confederation fort. Beste Ergebnisse waren dabei ein zweiter und ein dritter Rang bei Veranstaltungen in ihrem Heimatland, das Erreichen der Lucky Loser Runde bei der WM, der fünfte Platz beim Challenge in Agadir sowie der Einzug ins Halbfinale beim NORCECA Beach Tour Final. In der folgenden Saison standen die beiden in zwei weiteren Endspielen der NORCECA Beachserie, von denen sie eins siegreich beendeten. Ein weiterer Höhepunkt ihrer Partnerschaft war die Goldmedaille bei den Zentralamerika- und Karibikspielen. Die Welttitelkämpfe endeten für sie wie im Vorjahr auf dem geteilten 33. Rang. Zum letzten Mal bei einem größeren Ereignis starteten sie im Oktober 2023. Bei den Panamerikanischen Spielen wurden sie Sechste von fünfzehn teilnehmenden Paaren. Nach zwei weiteren Wettbewerben der Beachserie für Nord- und Mittelamerika sowie die Karibik im Dezember beendeten sie ihre Zusammenarbeit.
Die folgende Partnerschaft mit Gabriel Cruz verlief wenig erfolgreich. Die beiden standen zwar sowohl beim Challenge von Guadalajara als auch beim Elite16 von Tepic im Hauptfeld, hatten die Teilnahme jedoch nur durch Wildcards erreicht und konnten kein Spiel gewinnen. Für Sarabia gab es jedoch 2024 noch ein letztes Erfolgserlebnis, denn mit Jorman Osuna siegte er im Dezember beim Event der Continental Tour in San José.